# Puente del Obispo

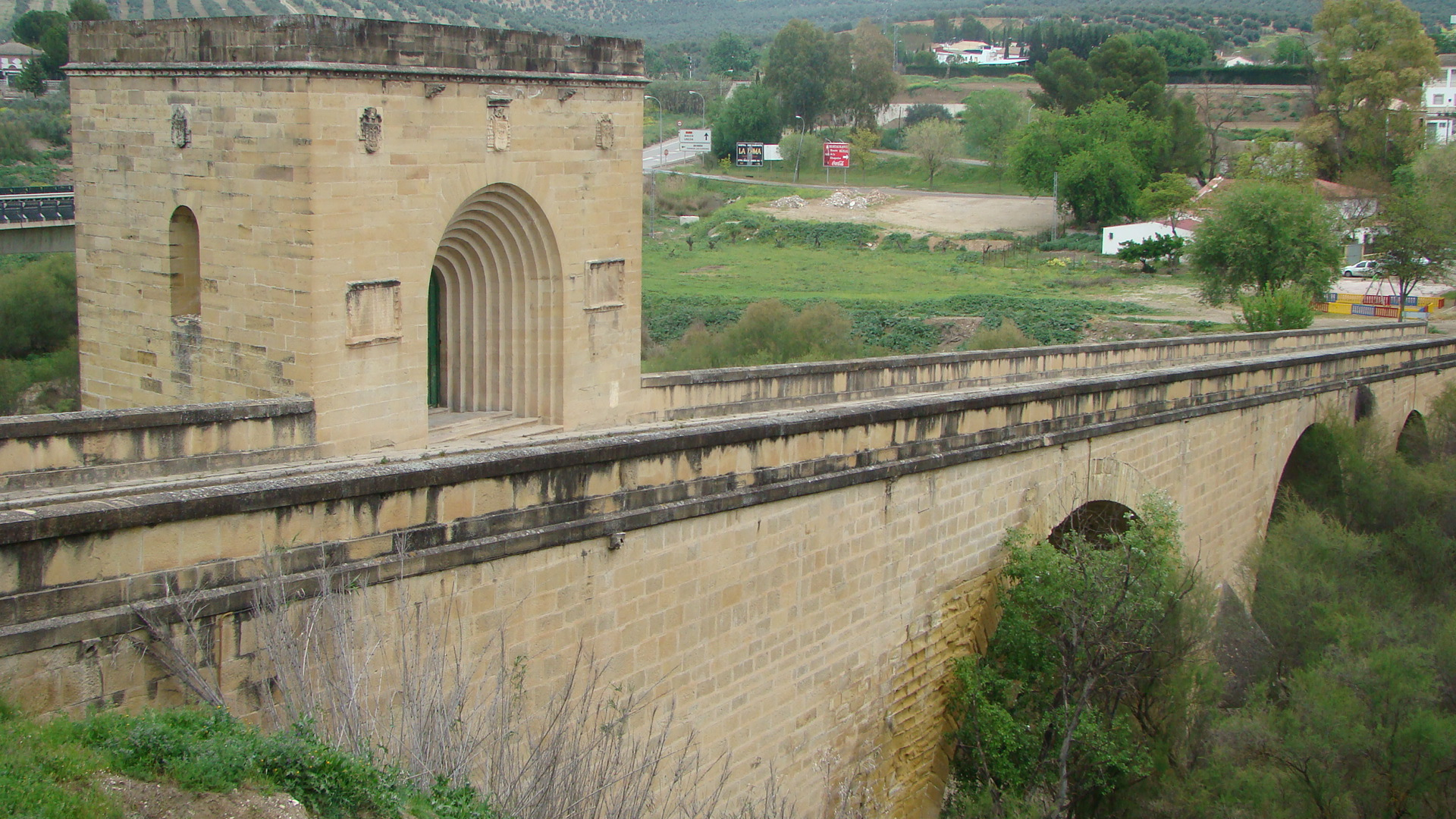
Puente del Obispo mit Kapelle

Puente del Obispo ist eine historische Straßenbrücke in Andalusien in der Provinz Jaén aus dem 16. Jahrhundert. Der 1508 eingeweihte Bau führt bei Kilometer 17,670 über den Río Guadalquivir und verbindet die Städte Baeza und Jaén. 

## Geschichte
Der Bischof von Jaén, Alonso de la Fuente del Sauce, finanzierte die Bauarbeiten, um die durch jährlich wiederkehrendes Hochwasser verursachten Probleme zu beseitigen, das die Wege zwischen den beiden großen Städten Baeza und Jaén unpassierbar machte. Erbaut wurde die Brücke mit einer Bogenhöhe von rund sechs Metern zwischen 1505 und 1508 unter der Leitung des Baumeisters Pedro de Mazuecos. 
Die Bogenbrücke besteht aus vier ungleichen Tonnengewölben aus Quadersandstein. Die Länge beträgt 136 Meter, die Breite rund 10 Meter. Auf der Brücke befindet sich eine Kapelle. 
Auf einer Gedenktafel an der Brücke befindet sich in gotischen Buchstaben die Inschrift: 

„Este puente se llama del Obispo. Hízola toda a su costa D. Alonso de la Fuente del Sauce, Obispo que fue de Mondoñedo y después de Lugo y en el año 1500, de Jahen. Y dejó el paso libre de ella. Y es libre de todos, sin pagar tributo alguno. Comenzada el año mil y quinientos y cinco, y acabada el año mil y quinientos y ocho. Y concede a los que pasaran y rezaren un Ave-María, quarenta días de Perdón“

Im Jahr 1940 wurde im Zuge einer umfangreichen Restaurierung auch die halb verfallene Kapelle wieder aufgebaut, die während des spanischen Bürgerkrieges schwer beschädigt worden war. Derzeit wird der Hauptverkehr über eine neu erbaute Brücke geführt. Die historische und denkmalgeschützte Brücke wurde somit im Jahre 1950 weitgehend vom normalen Verkehr entlastet. Das Foto zeigt den heutigen Zustand nach der Renovierung im Jahre 1940.